# Barranc de Morrano
El Barranc de Morrano és un barranc que discorre dins del terme municipal de la Vall de Boí, a la comarca de l'Alta Ribagorça, i dins el Parc Nacional d'Aigüestortes i Estany de Sant Maurici.
«Possiblement el nom és l'equivalent ibero-aquità del romànic morro».
És afluent per l'esquerra del Riu de Sant Nicolau. Té el naixement a uns 2.710 metres, en les pales que lliscan cap al nord des de la carena que uneix el Pic i la Collada de Morrano. El barranc segueix l'eix, que direcció nord-oest vertebra la banda esquerra, la més baixa, de la vall. A menys d'un kilòmetre del seu naixement, el barranc travessa l'allargat Estany de la Ribera (de Morrano), continua després travessant Aigüestortes de Morrano, per a desaiguar finalment al Riu de Sant Nicolau, a través de la Baürta d'Aigüestortes.